# 贾裕观
贾裕观（1932年—），男，辽宁辽阳人，生于吉林长春，中国林业工作者，曾任第八届全国政协委员。